# Castenray
Castenray (Limburgs: Kâssele) is een kerkdorp in de gemeente Venray met 830 inwoners (1 januari 2023) en een oppervlakte van 950 hectare.

## Bezienswaardigheden
- De Sint-Matthiaskerk Een rijksmonument.
- Boerderijen aan Schoor 2 (Venspláts), Lollebeekweg 21 (Op ten Cleff) en Lollebeekweg 57 (Landschrijvershof), alle drie rijksmonumenten en van het hallenhuistype, teruggaand tot eind 17e/begin 18e eeuw.
- De Sint-Lucia, Jozef en Johannes Evangelistkapel
- Wegkruis, hoek Castenrayseweg/Klein Oirlo.
- Wegkruis hoek Steegkamp/Lollebeekweg.
- Wegkruis, hoek Roffert/Tunnelweg.
- Heilig Hartbeeld bij de kerk.
- Matthiasmonument bij de kerk.

### Monumenten
- Schoor: Oorlogsmonument voor acht omgekomen Amerikaanse inzittenden van een B-17.
- Oosterbosweg: Oorlogsmonument voor zes inzittenden van een Britse Lancaster III.
- Valkenberg: Oorlogsmonument voor twee inzittenden van een Britse Halifax.
- Dorpsplein: Oorlogsmonument voor gedeporteerden.
- Kerkhof: Oorlogsmonument voor twee omgekomen inwoners.
- Dorpsplein: Oorlogsmonument voor de Castenrayse Indiëgangers.
- Dorpsplein: Schânsebinder, monument dat herinnert aan het maken en stoken van 'schânse' (takkenbossen).
- Dorpsplein: Maquette van het dorpscentrum in 1933.
- Dorpsplein: Zonnewijzer als symbool van de dorpsgemeenschap.
- Hoek Castenrayseweg/Horsterweg: Monument van Nederlands beroemdste trekpaardhengst Nico van Melo.
- Hoek Horsterweg/Rietweg: Monument vroegere boerenleven.
- Rietweg: Monument 'Schaatsenrijder'.
- Matthiasstraat: monument ter herinnering aan de in 2015 opgeheven school.

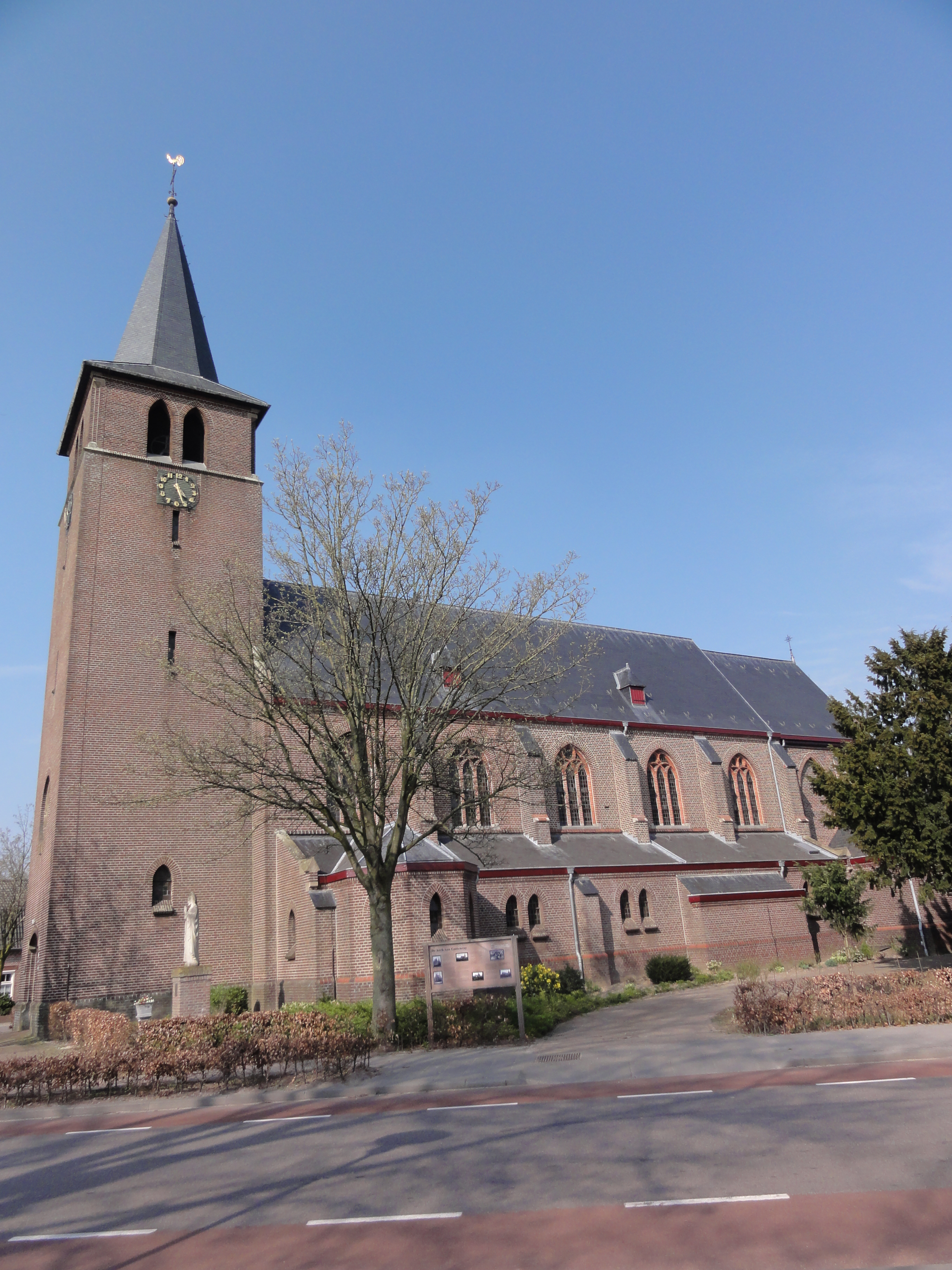
H.Matthiaskerk
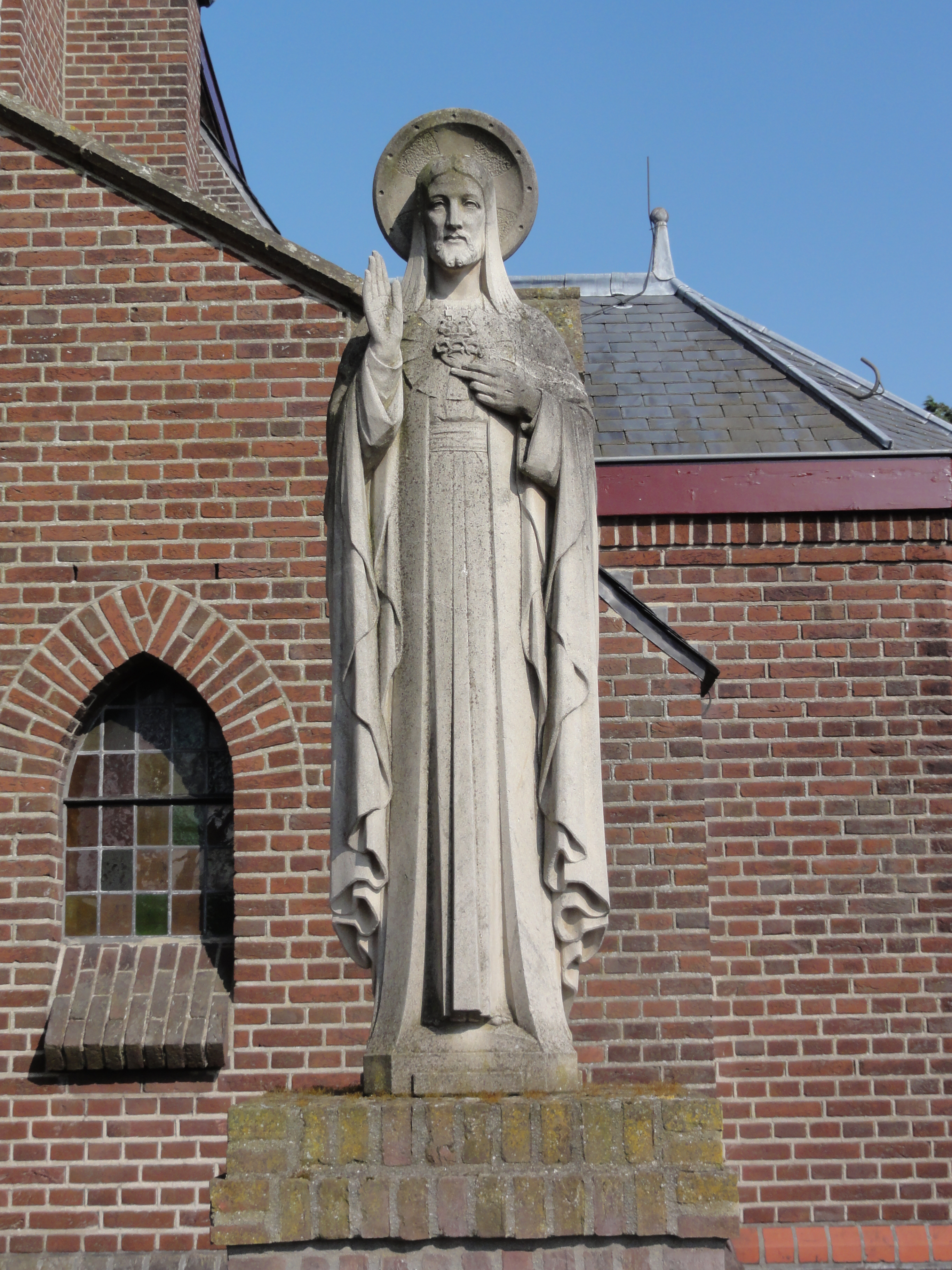
Heilig Hartbeeld door Jacques Sprenkels, 1931
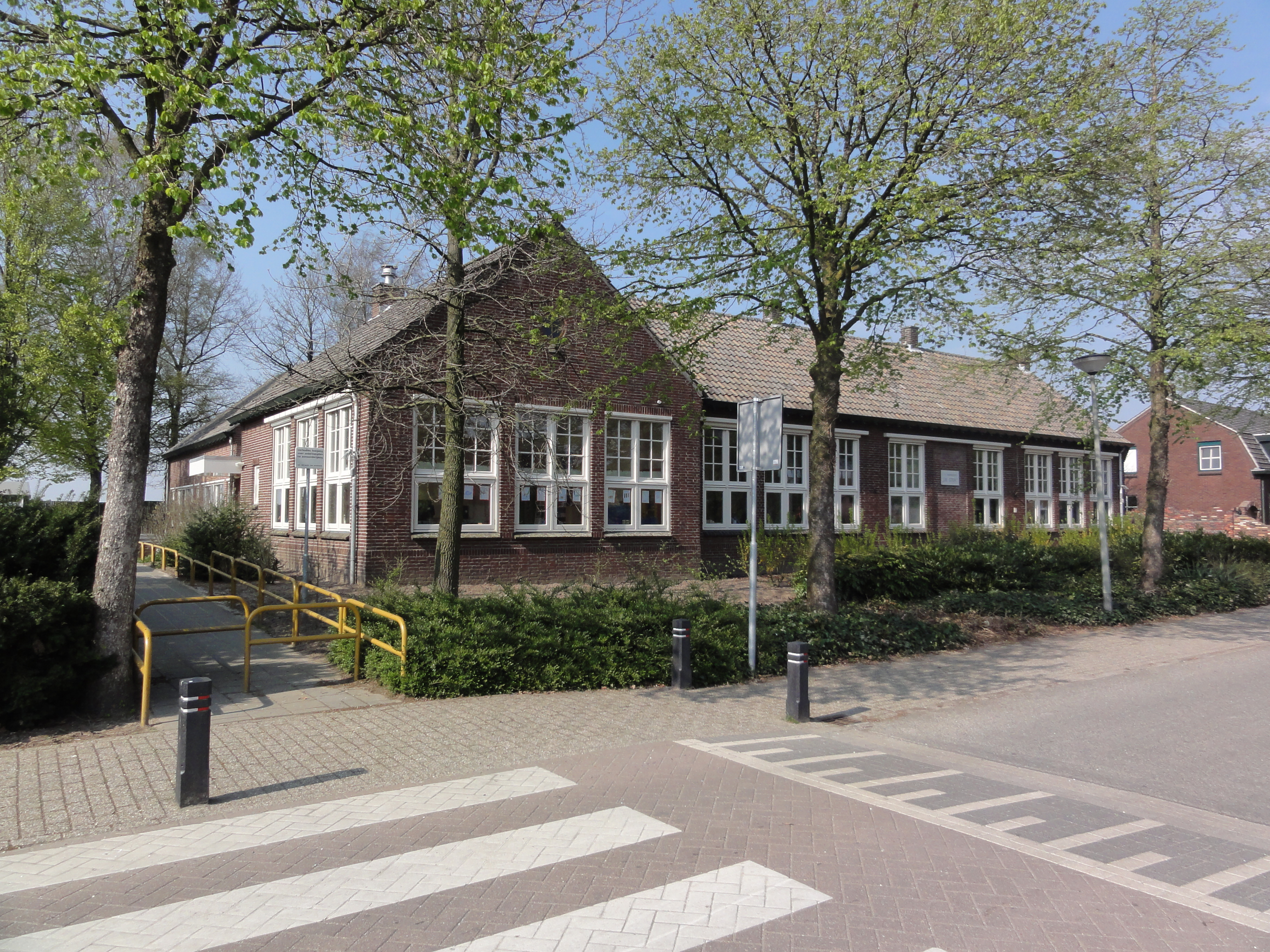
Basisschool
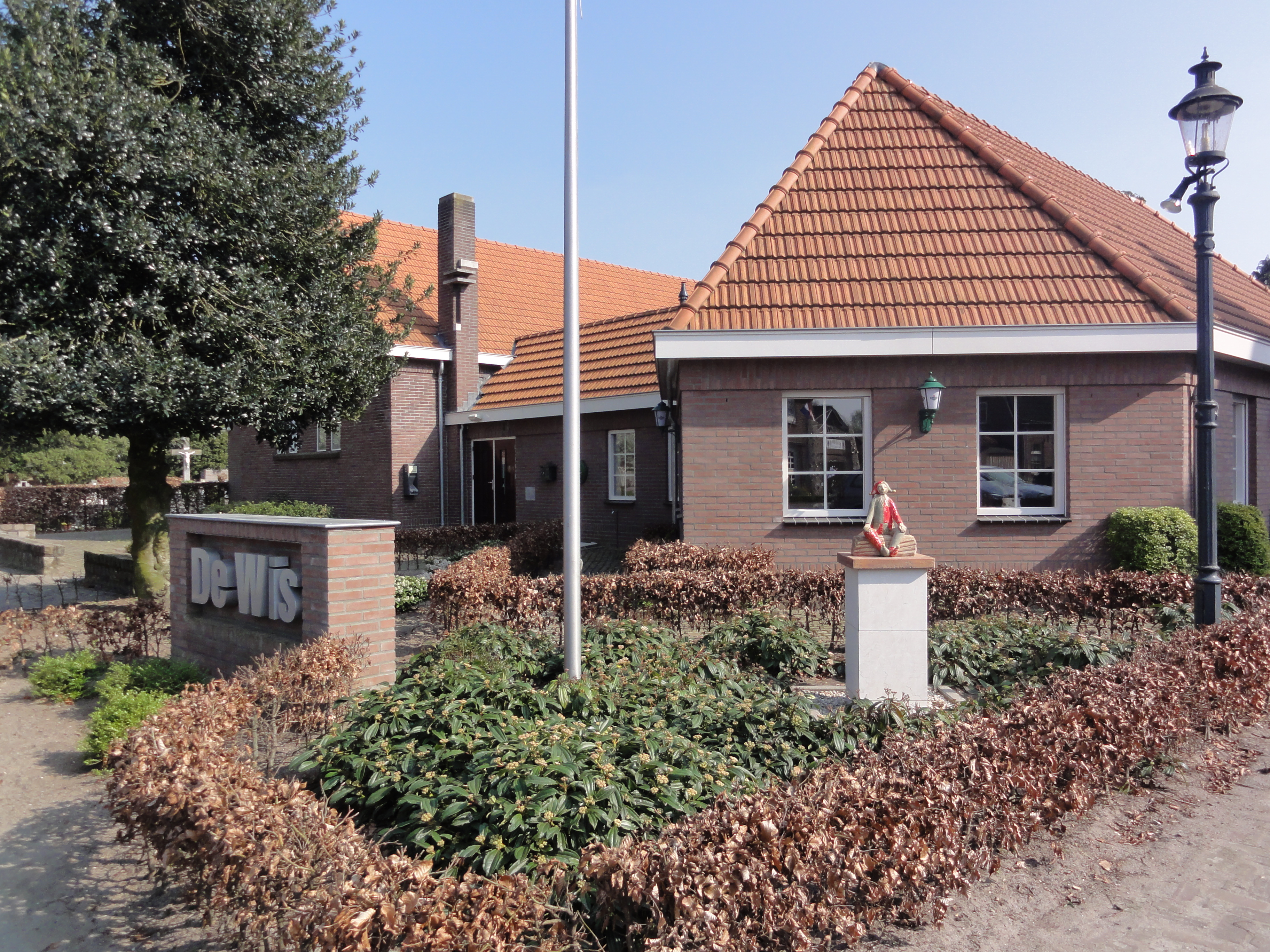
Matthiasstraat De Wis: Twee carnavalsmonumenten.
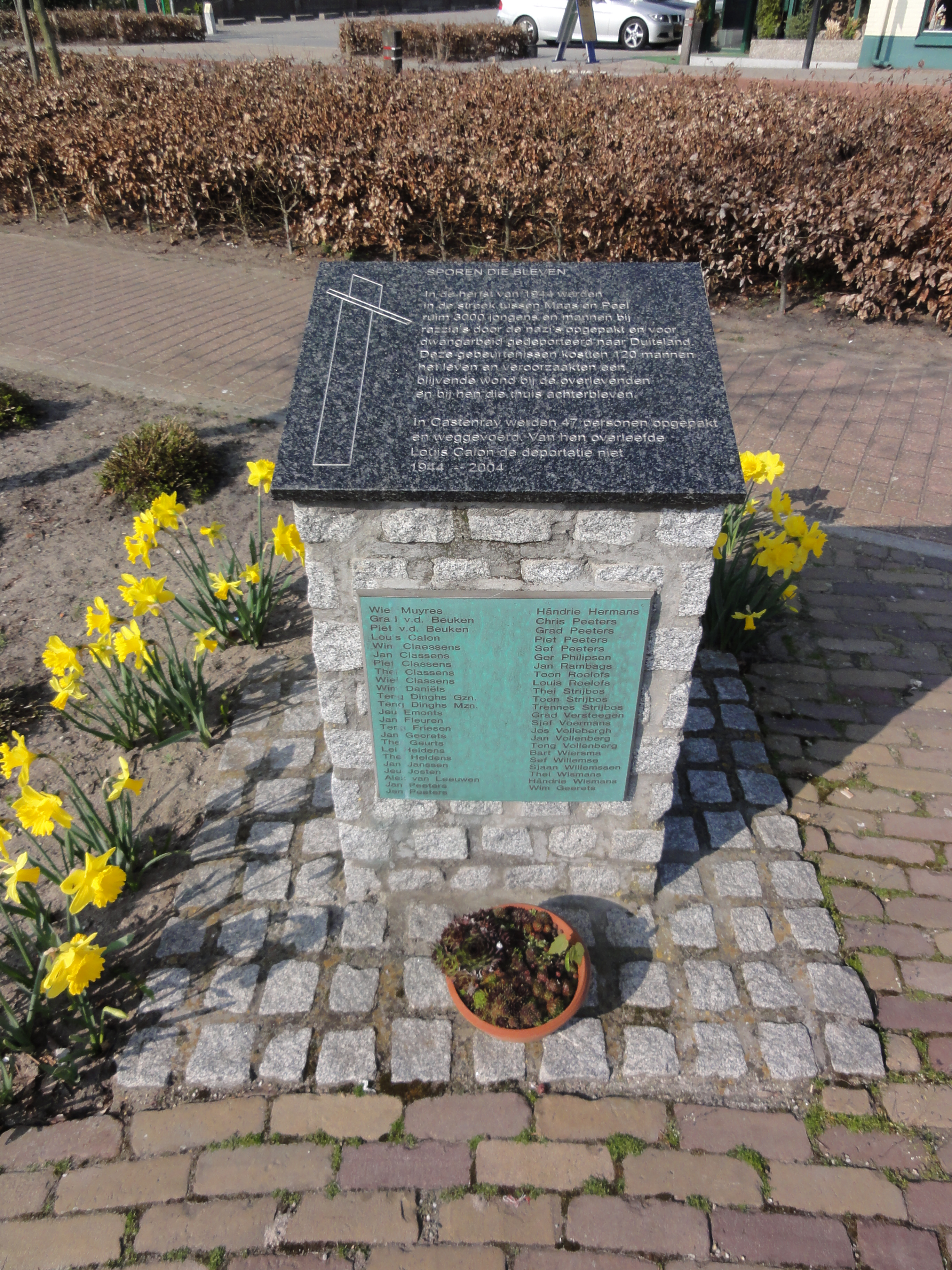
oorlogsmonumentje op het dorpsplein
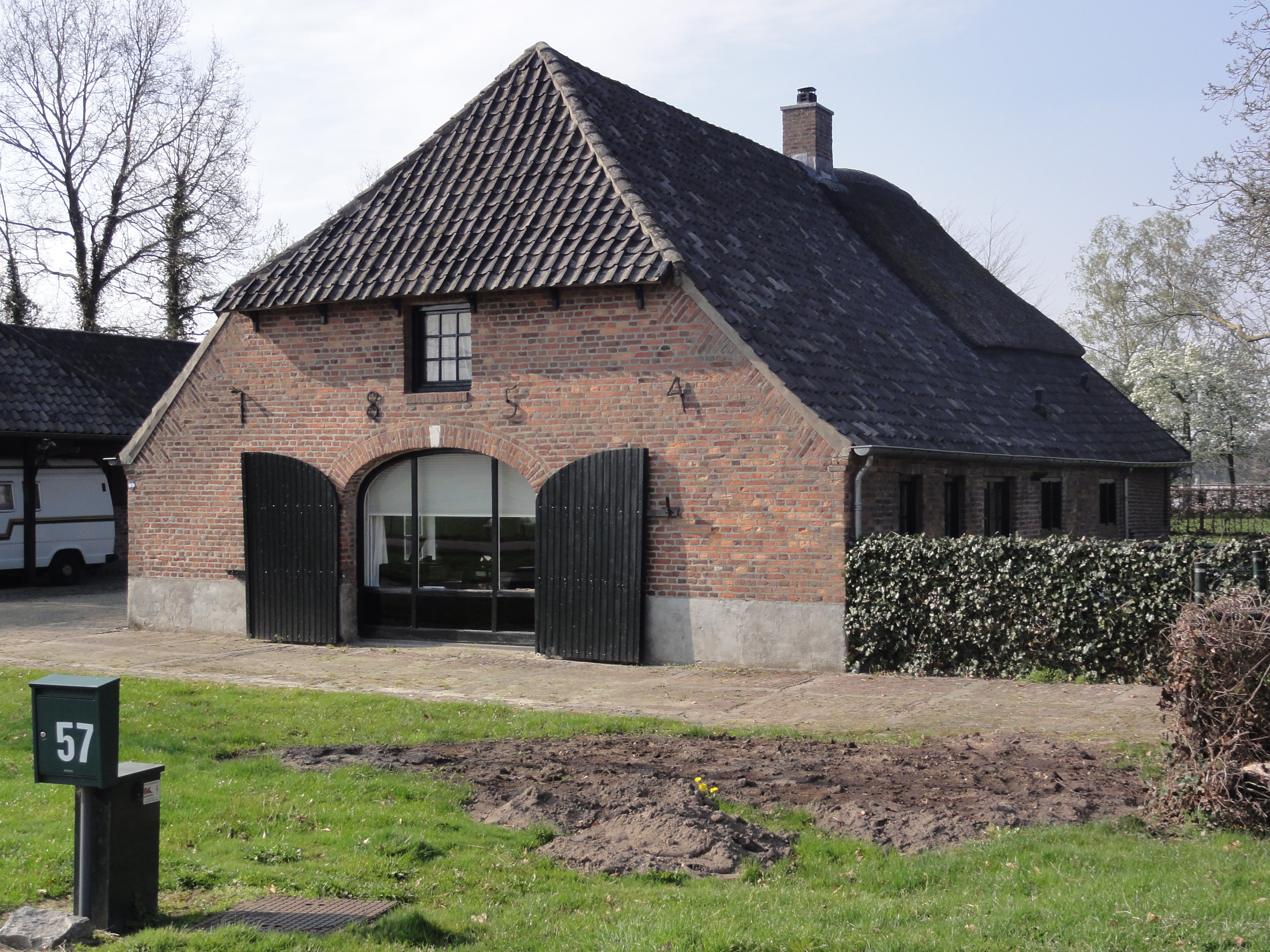
boerderij aan Lollebeekweg
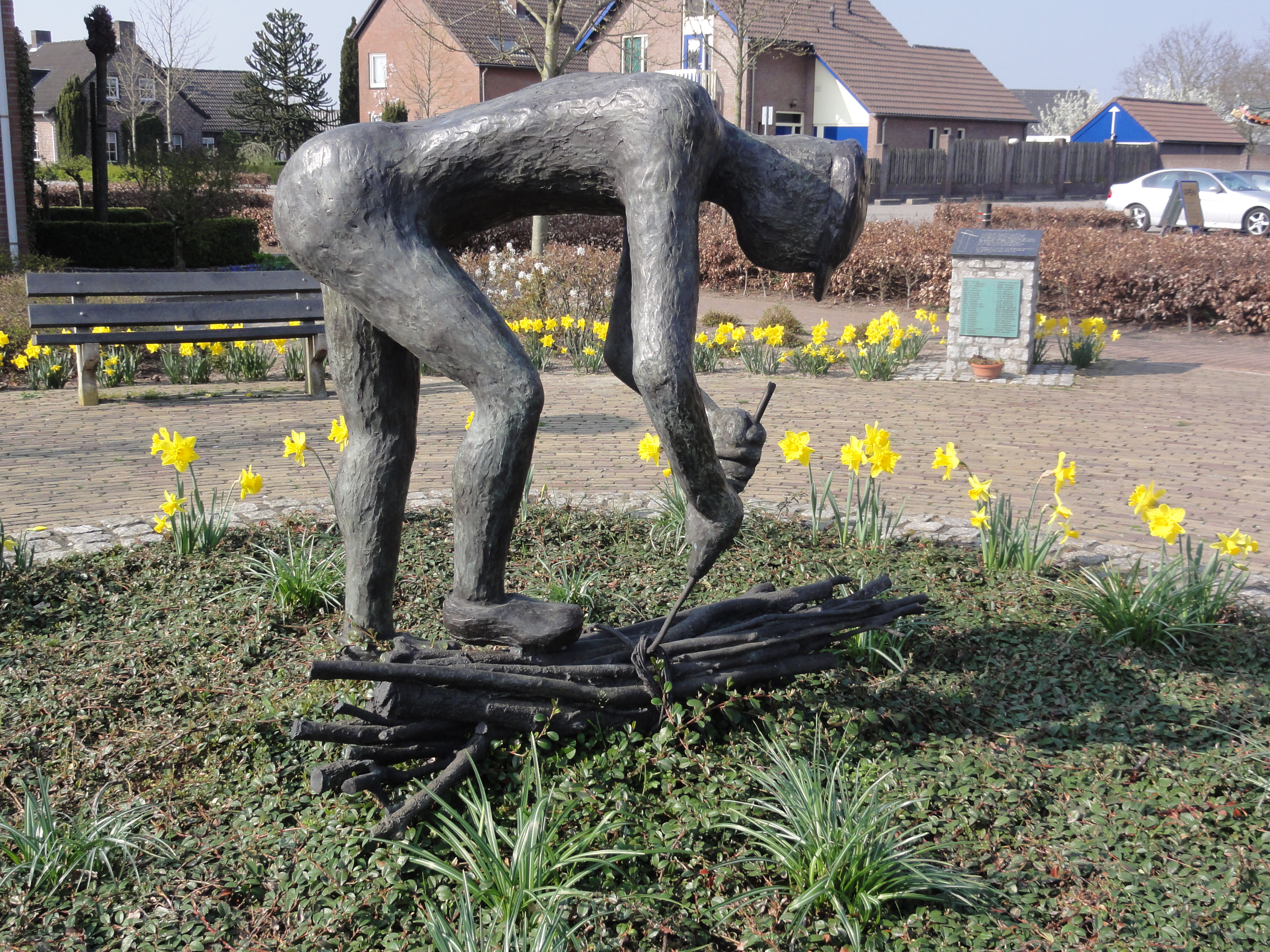
sculptuur op dorpsplein mbt Carnaval
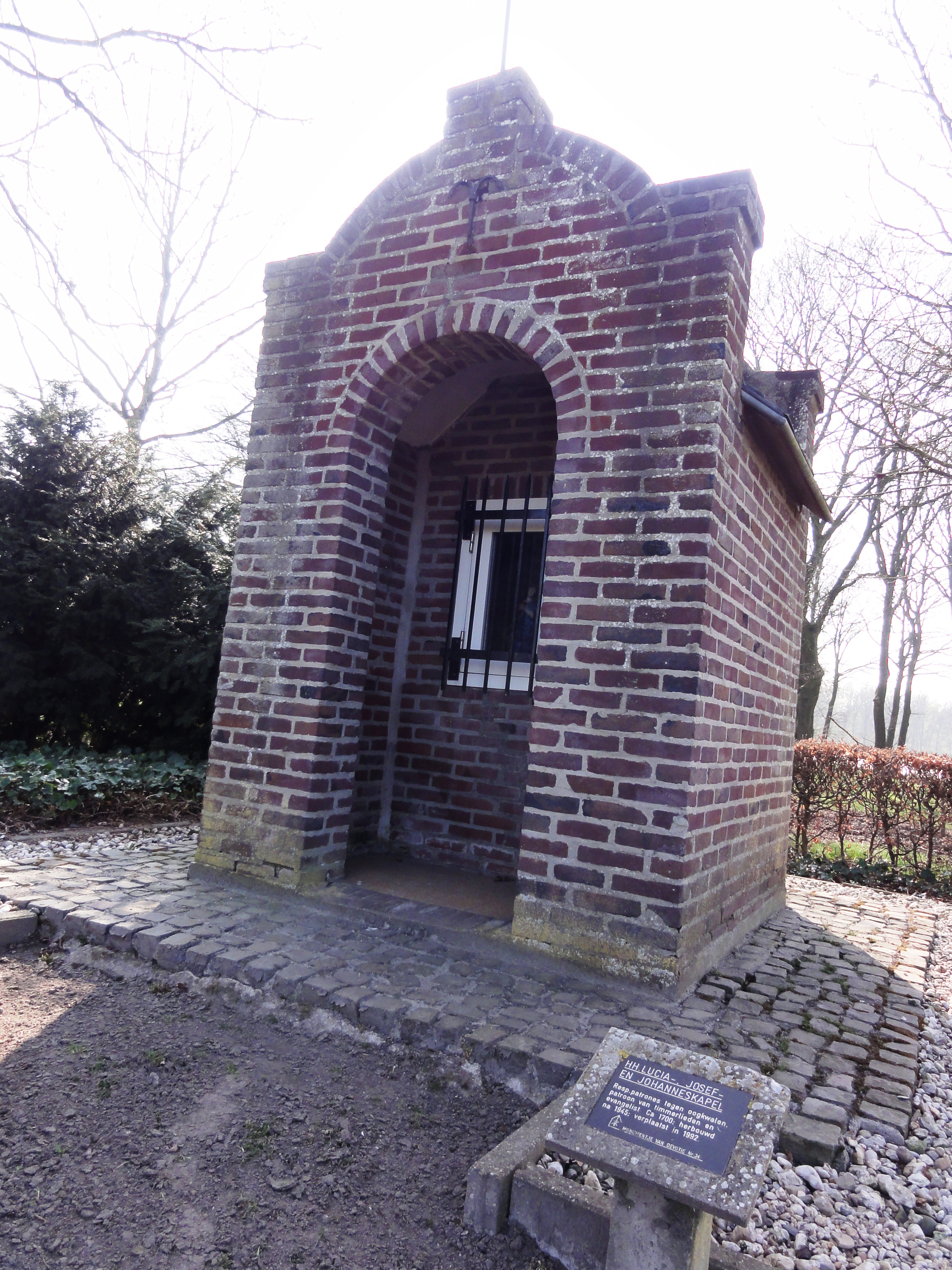
wegkapelletje HH.Lucia-, Josef- en Johanneskapel
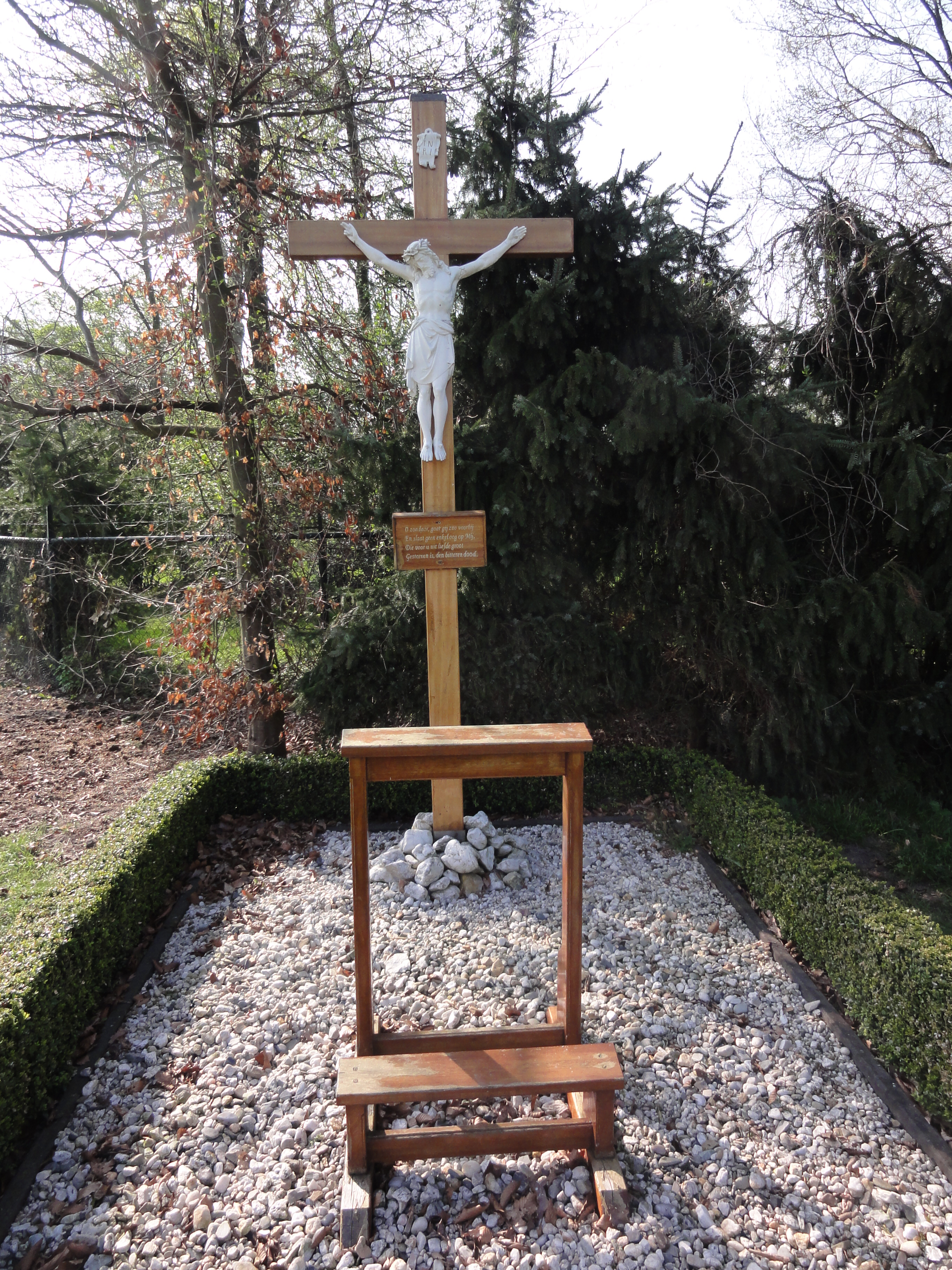
wegkruis aan Lollebeekweg

- Hoek Lollebeekweg/Horsterweg: Monument 'Thei mit d'n trekbuūl'.
- Hoek Tunnelweg/Roffert: Oude grenssteen 1794.
- Diepeling: Monument 'Ontgronding Diepeling'.
- Diepeling: Monument Valkenberg.
- Hoek Castenrayseweg/Horsterweg: Castenrayse weersteen.

## Natuur
Direct ten oosten van de dorpskern ligt de A73. Ten zuidwesten van Castenray ligt het 70 hectare grote natuurgebied Castenrayse Vennen rond het dal van de Lollebeek. Aan de westkant van Castenray ligt tegen de dorpsgrens de 'Castenrayse Berg'. Dit is een bosgebied met stuifduinen. Ook ligt daar het waterwingebied Breehei. Castenray ligt op een hoogte van ongeveer 25 meter.
De Lollebeek ontspringt aan de zuidwestkant van Castenray en mondt aan de zuidoostkant uit in de Groote Molenbeek. Bij de Castenrayseweg begint aan de oostkant van de A73 een mooie wandelroute die langs de meanderende Lollebeek en een waterplas van De Diepeling naar de Groote Molenbeek voert.

## Nabijgelegen kernen
Oirlo, Leunen, Meerlo, Tienray, Horst